# Wolf's Rain
Wolf's Rain (ウルフズ・レイン?, Urufuzu Rein, lett. "Pioggia del lupo") è una serie televisiva anime prodotta dallo studio Bones. L'anime si compone di 26 episodi, trasmessi originariamente in Giappone il 6 gennaio 2003 più altri quattro OAV pubblicati nel gennaio e febbraio 2004 che completano la storia, concentrata sul viaggio di quattro lupi solitari che si incontrano seguendo il profumo del Fiore della Luna alla ricerca del Rakuen.
Un'edizione italiana della serie televisiva e degli OAV è stata trasmessa, con un doppiaggio parzialmente censurato, sulla rete televisiva MTV all'interno del contenitore Anime Night: la serie tv tra il 21 dicembre 2004 e il 14 giugno 2005 mentre gli OAV tra il 25 luglio 2006 e l'8 agosto 2006. In seguito la serie è stata pubblicata in DVD dalla Shin Vision (vol. 1-6, 9 e 10) e dalla Fool Frame (vol. 7 e 8) con un nuovo doppiaggio.
Dall'anime è stato tratto un manga, scritto da Keiko Nobumoto e disegnato da Toshitsugu Iida. Anche quest'opera è stata pubblicata in italiano dalla Shin Vision.

## Trama
Un mondo futuristico si prepara ad affrontare una nuova glaciazione, che causerà la morte di molte specie animali, tra cui i lupi di cui già si contano pochissimi esemplari. Gli esseri umani, infatti, un paio di secoli prima avevano dato la caccia ai lupi, considerati un pericolo per la popolazione, sterminandone un elevato numero e ritenendoli pertanto, erroneamente, estinti. Gli ultimi lupi sopravvissuti hanno imparato ad ingannare la vista degli esseri umani apparendo ai loro occhi come altri uomini, riuscendo così a confondersi scampando allo sterminio.
Tre di questi lupi, Hige, Tsume e Toboe, hanno trovato rifugio nella città di Freeze City, nascondendo il loro vero aspetto e vivendo assieme agli altri esseri umani. In città arriva anche Kiba, un lupo bianco, che per orgoglio vive senza nascondere il suo vero aspetto. Kiba, tuttavia, mettendo temporaneamente da parte i suoi ideali, decide di unirsi agli altri tre lupi e, insieme a loro, fugge dalla città per andare alla ricerca di Cheza, la fanciulla del fiore, una misteriosa ragazza cieca frutto di esperimenti umani, nata dall'unione di una ragazza con i Fiori della Luna, dei fiori rarissimi che sbocciano solo alla luce della luna e sono la chiave per il Rakuen (nella versione inglese "Paradise"): un luogo paradisiaco dove finalmente i lupi potranno ritrovare la pace.

## Personaggi

### Lupi
Kiba(doppiatore: Mamoru Miyano/Massimiliano Manfredi): in giapponese il nome Kiba significa "zanna". Il suo aspetto umano è di un ragazzo di 23 anni, con capelli ribelli lasciati crescere in modo selvaggio; è vestito con jeans blu, una maglietta bianca a maniche corte con sopra un giubbetto tenuto aperto. Da lupo si presenta con una folta pelliccia bianca e occhi gialli. È puro di cuore e non ha paura di morire per raggiungere il suo unico scopo, il Rakuen, ed è inoltre molto forte nel combattimento. Dimostra subito di essere la guida del gruppo (anche se loro si considerano un branco indipendente senza un vero e proprio capo) e si distingue anche per una maggior capacità rispetto a gli altri nel seguire il proprio istinto, a scapito però della sua poca razionalità, troppa impulsività e forte orgoglio da lupo.  Viene spinto in città dall'odore dei Fiori della Luna dove incontrerà il resto di quello che più tardi sarà il suo branco (Hige, Tsume, Toboe e altrove Blue). Stringe un legame empatico con la fanciulla del fiore, Cheza, e per difenderla rischierà la vita più volte.
Hige(doppiatore Akio Suyama/Massimiliano Alto): in giapponese il nome significa letteralmente "baffo". L'aspetto umano di Hige è di un ragazzo di 21 anni. È vestito con una semplice tuta con sotto una maglietta nera a maniche lunghe, ed una cosa che si nota subito è il collare di cuoio con una placchetta argentata incisa che porta al collo. Da lupo è il più peloso e morbido, con un pelo marroncino chiaro. È un tipo allegro, dolce e premuroso, ma dimostra anche uno spiccato lato razionale. Gli piace scherzare ed è il più goloso del gruppo, ma si dimostra affidabile e degno di fiducia. È innamorato di Blue e lei ricambia. Nel manga la loro storia d'amore è completamente assente.
Tsume(doppiatore Kenta Miyake/Massimo De Ambrosis): in giapponese il suo nome significa "artiglio". Da umano ha l'aspetto di un giovane uomo di 26 anni; è un tipo molto solitario e arrogante, infatti per gli umani non sembra affidabile, ma con i compagni lupi, nonostante il brutto carattere, si dimostrerà un compagno fedele, premuroso e protettivo. Tsume dimostra di avere una forza combattiva pari a quella di Kiba, anche se non sembra eguagliarlo come forza nel morso. È vestito con una giacchetta di pelle nera strappata e pantaloni molto stretti sempre in pelle nera.  Da lupo somiglia a tratti a Kiba, con la differenza che ha il pelo grigio con delle chiazze di colore più chiaro sulla parte anteriore del corpo e una cicatrice a forma di "X" sul petto che ha anche da umano.
Toboe(doppiatore Hirotaka Shimowada/Daddo Suarez (Ilaria Latini) ): Letteralmente, dal giapponese, il suo nome significa "ululato". Toboe è il più piccolo del gruppo, ha 14 anni. Indossa pantaloni verdi, larghi ma stretti sulle caviglie e una giacchetta rossa. Da lupo è il più gracile e il più piccolo di dimensioni. Le sue particolarità sono l'amore per l'uomo (dato che è stato allevato da una vecchietta) e i quattro braccialetti che porta sempre sul polso destro (o sulla zampa anteriore destra). È un po' sbadato e timoroso ma si dimostra comunque un membro degno di fiducia e sempre pronto a tutto per i propri compagni. Nei primi episodi, Toboe, voleva restare insieme ad una ragazzina di nome Leara, ma per un brutto incidente, il lupo è costretto a dimenticarla. Ammira Tsume e considera Hige un fratello. Nel manga farà conoscenza di un'altra ragazzina umana: Tia che si prende cura di un fiore della luna. Stanca della crudeltà del suo villaggio che non accetta estranei, chiede a Toboe se può andare insieme a lui per raggiungere il rakue, ma egli è costretto a declinare, poiché non sopravviverebbe al viaggio, essendo umana. Tia ringrazia comunque Toboe, per avergli aperto gli occhi, decidendo di abbadonare, il villaggio per trovare da sola, un posto migliore dove vivere. Promettendosi di rividersi in futuro.
Blue(doppiatore Mayumi Asano/Laura Latini): Il suo nome è "blu" in inglese. È una femmina ed è il fedele cane di Quent Yaiden, che lo accompagna a caccia di lupi da quando quest'ultimi hanno raso al suolo la città nella quale vivevano assieme alla famiglia del cacciatore (anche se poi si verrà a scoprire che i lupi non sono responsabili di tale tragedia, bensì, i soldati di Lady Jagara, che avevano localizzato un branco di lupi nelle vicinanze del villaggio), avrà poi infatti uno scontro corpo a corpo con Tsume nel quale avrà la peggio. Ignora di essere un lupo ma, al suo primo incontro con Cheza, il suo sangue di lupo si risveglia e tempo dopo si unisce ai quattro lupi alla ricerca del Rakuen. Il suo aspetto da umana è quello di una giovane donna di 22 anni. È vestita con stivali fin sopra le ginocchia, minigonna e giacca nera, e al collo un foulard rosso. Da lupo conserva i suoi occhi blu e la pelliccia è nera. Ha molta fiducia in Toboe ed è romanticamente legata a Hige. Nel manga la storia d'amore tra lei e Hige è totalmente assente. Comprenderà solo dopo di essere un lupo anche lei, e aiuterà brevemente Darcia per attivare il rituale che aprirà il Rakuen. Sul punto di morire schiacciata da delle macerie, durante l'attacco dei nobili, verrà tratta in salvo tempestivamente da Quent, avendo compreso che Blue era la sola cosa che gli era rimasta della famiglia, tornando insieme.

### Il fiore della luna
Cheza(doppiatrice Arisa Ogasawara/Federica De Bortoli): Cheza o "fanciulla del fiore" è nata dal "fiore della luna" (fiore che sboccia solo nelle notti di plenilunio che indica la via per il Rakuen) dall'alchimia di Darcia I. Si riferisce a sé stessa in terza persona usando il "lei" (forse lo ha imparato sentendo gli scienziati che parlavano di lei, o forse è la sua natura di fiore che trascende il concetto di prima persona). Fino all'arrivo di Kiba a "Freeze city" si trovava in una specie di trance. Indossa un vestito attillato che esalta molto la sua eleganza; ciò che colpisce molto sono i suoi occhi rossi e i suoi capelli argentei con sfumature rosee. È cieca (lo si può notare vedendo che ha gli occhi solamente rosa).

### Umani
Darcia(doppiatore Takaya Kuroda/Francesco Pannofino): Darcia III è un nobile, né un essere umano né un lupo; la sua particolarità è quella di avere l'occhio sinistro di lupo. Si era innamorato di Hamon, una donna bellissima dai lunghi capelli biondi con riflessi verdi, sorella minore di Jagara. Da essere umano è coperto da una lunga giacca blu, mentre da lupo è ricoperto di una pelliccia violacea.
Quent Yaiden(doppiatore: Unshō Ishizuka/Angelo Nicotra): Quent viveva felice con sua moglie, con suo figlio e il suo cane (Blue), ma un giorno arrivarono nel suo villaggio i lupi e un incendio investì la città uccidendo la sua famiglia. Si salvò solo la cagnolina del figlio, allora ancora una cucciola. Da quel momento odia i lupi ed è sempre alla loro caccia, ritenendo loro la causa della morte della sua famiglia, diventando inoltre dipendente dall'alcol. Nel manga comprenderà in seguito che furono i nobili a distruggere la sua famiglia per cacciare i lupi. Scoprirà poi che anche Blu è un lupo, ma Quent non gli darà più alcun peso, avendo compreso che Blu è la sola famiglia rimastagli che gli vuole bene. Quent salverà Blu da un muro che era sul punto di schiacciarla, tornando infine insieme.
Cher Degre(doppiatrice Kaho Koda/Barbara De Bortoli): è una scienziata che lavora su Cheza. Separata da Hubb vive solo per il lavoro; essa è inspiegabilmente attratta da Cheza. Porta sempre i capelli legati e porta una minigonna con una giacca azzurro grigia.
Hubb Lebowski(doppiatore Mitsuru Miyamoto/Sandro Acerbo):  è un detective della polizia nonché l'ex marito di Cher e in tutti i modi tenta di ritornare con lei che lo rifiuta anche se in realtà lo ama ancora. Hubb si allontana dalla città alla ricerca di Cher che era scomparsa misteriosamente. Indossa sempre giacca e cravatta.
Lady Jagara(doppiatrice Atsuko Tanaka/Cinzia De Carolis): Lady Jagara, la sorella maggiore di Hamon (sono uguali fisicamente) ama come lei Darcia e per lui ha cacciato per anni i lupi nel tentativo di far aprire un Rakuen solo per loro; Darcia però non ricambia il suo amore e la ucciderà.
Hamon(doppiatrice Maaya Sakamoto): Amata di Darcia. Contrasse la malattia del Rakuen, che fece scomparire la sua anima poco a poco. Darcia fu sconvolto dal dolore.

## Ambientazione
La serie è ambientata in un'epoca futura vicina a quella contemporanea, il luogo preciso non è indicato: viene solo fornito il nome della città in cui inizia la trama, Freeze City. Le tecnologie sono di epoca contemporanea, ma tutto viene presentato come decadente e povero, non mancano però computer futuristici e altre tecnologie fantascientifiche, tra le quali spiccano le aeronavi, velivoli futuristici il cui mezzo di propulsione e di attacco non è spiegato. Alcuni soldati utilizzano armi medievali come spade ed asce il che fa ricadere la serie nel genere steampunk. Le scritte che vengono mostrate sono in alfabeto cirillico e le uniformi dei poliziotti insieme al design dei veicoli militari ricordano l'Unione Sovietica, ma lo spettatore non ha mai l'idea di stare guardando una serie ambientata in Russia o in un paese slavo. I nomi degli umani sono anglosassoni, mentre quelli dei lupi sono giapponesi, quelli dei nobili non appartengono a nessuna nazionalità. Le persone (e i lupi sotto forma di umani) indossano vestiti senza nessuna particolare connotazione, con la sola eccezione di Tsume, che ha un abbigliamento vicino allo stile punk o greaser; i nobili indossano abiti eccentrici che denotano la loro appartenenza ad un ceto "aristocratico".

## Episodi
| Nº                    | Titolo italiano Giapponese 「Kanji」 - Rōmaji                                            | In onda          | In onda |
| Nº                    | Titolo italiano Giapponese 「Kanji」 - Rōmaji                                            | Giapponese       |         |
| Serie TV (26 episodi) |                                                                                          |                  |         |
| 1                     | La città degli ululati 「咆哮の街角」 - hōkō no machikado                                | 6 gennaio 2003   |         |
| 2                     | Toboe, l'ululato che non piange 「哭かないトオボエ」 - naka nai tooboe                   | 13 gennaio 2003  |         |
| 3                     | Bad Fellow 「Bad Fellow」 - bad fellow                                                   | 20 gennaio 2003  |         |
| 4                     | Cicatrici nella landa 「荒野の傷跡」 - kōya no kizuato                                   | 27 gennaio 2003  |         |
| 5                     | Lupi decaduti 「堕ちた狼」 - ochi ta ookami                                              | 3 febbraio 2003  |         |
| 6                     | I successori 「受け継ぐもの」 - uketsugu mono                                            | 24 febbraio 2003 |         |
| 7                     | La ragazza fiore 「花の少女」 - hana no shōjo                                            | 3 marzo 2003     |         |
| 8                     | Il canto del sonno 「眠りの歌」 - nemuri no uta                                          | 10 marzo 2003    |         |
| 9                     | Sospetti 「疑惑」 - giwaku                                                               | 17 marzo 2003    |         |
| 10                    | Moon's Doom 「Moon's Doom」 - moon's doom                                                | 7 aprile 2003    |         |
| 11                    | Punto di sparizione 「消失点」 - shōshitsuten                                            | 14 aprile 2003   |         |
| 12                    | Don't make me blue 「Don't make me blue」 - don't make me blue                           | 21 aprile 2003   |         |
| 13                    | Il lamento degli uomini 「男たちの哀歌」 - otoko tachino aika                            | 28 aprile 2003   |         |
| 14                    | Il castello in rovina 「没落の城」 - botsuraku no shiro                                  | 5 maggio 2003    |         |
| 15                    | Il lupo grigio 「灰色狼」 - haiiro ookami                                                | 12 maggio 2003   |         |
| 16                    | Un viaggio da sogno 「夢の旅路」 - yume no tabiji                                        | 19 maggio 2003   |         |
| 17                    | Odore di fiori, sangue di lupo 「花の香り、狼の血」 - hana no kaori, ookami no chi       | 26 maggio 2003   |         |
| 18                    | Gli uomini, i lupi e il Libro della Luna 「人・狼・月の書」 - nin. ookami. gatsu no kaki | 2 giugno 2003    |         |
| 19                    | Il sogno di un'oasi 「オアシスの夢」 - oashisu no yume                                   | 9 giugno 2003    |         |
| 20                    | Consciously 「Consciously」 - consciōsly                                                 | 16 giugno 2003   |         |
| 21                    | Bagliori di guerra 「戦いの狼煙」 - tatakai no noroshi                                   | 23 giugno 2003   |         |
| 22                    | Frammenti di stella cadente 「流星の破片」 - ryūsei no hahen                             | 30 giugno 2003   |         |
| 23                    | Il battito della città nera 「黒い街の鼓動」 - kuroi machi no kodō                       | 7 luglio 2003    |         |
| 24                    | Odore di trappola 「罠の匂い」 - wana no nioi                                            | 14 luglio 2003   |         |
| 25                    | Ricordi ingannevoli 「過ちの記憶」 - ayamachi no kioku                                   | 21 luglio 2003   |         |
| 26                    | Il forno del chiaro di luna 「月光炉」 - gekkō ro                                        | 28 luglio 2003   |         |
| OAV (4 episodi)       |                                                                                          |                  |         |
| 1                     | Le tracce delle anime 「魂の行方」 - tamashii no namegata                                | -                |         |
| 2                     | Lo sparo del rimorso 「悔恨の銃声」 - kaikon no jūsei                                    | -                |         |
| 3                     | High Tide, High Time 「High Tide, High Time」 - high tide, high time                     | -                |         |
| 4                     | Wolf's Rain 「Wolf's Rain」 - wolf's rain                                                | -                |         |

## Colonna sonora
Sigla di apertura
Stray cantata da Steve Conte
Sigla di chiusura
Gravity cantata da Maaya Sakamoto
Tell Me What the Rain Knows cantata da Maaya Sakamoto (ep 26)
Stray cantata da Steve Conte (ep 30)